# Nacionalni park Outamba-Kilimi
Nacionalni park Outamba-Kilimi je smješten na sjeverozapadu Sijera Leonea, u blizini granice s Gvinejom. Nacionalni park je podijeljen u dva dijela: Outamba (741 km2) i Kilimi (368 km2). To područje je zaštićeno od 1974., a nacionalni park je postao 1. siječnja 1986. Naziv parka dolazi od najvišeg planinskog vrha Outamba i najdulje rijeke u tom području Kilimi. Zaštita je prije svega provedena zbog velikog broja čimpanzi u parku. Krajolik se može nazvati šumovita savana, kao mješavina džungle i savane.
Osim velikog broja primata, kao što su čimpanze, crni kolobus i čađavi mangabi, u Nacionalnom parku Outamba-Kilimi se mogu pronaći nilski konji, patuljasti vodenkonji, slonovi, bradavičaste svinje, rijetke bongo antilope i preko stotinu vrsta ptica.
U blizini nacionalnog parka živi pleme Susu (ili Soso) i velika većina osoblja u Nacionalnom parku je iz tog plemena. Neka sela iz parka su preseljena u zaštitni pojas koji okružuje Nacionalni park Outamba-Kilimi (oko 1 km). Ipak u parku su ostala neka tradicionalna sela i groblja, a ljudi unutar parka žive na održivi način. Lov i rudarenje je zabranjeno unutar parka.
Do Nacionalnog parka Outamba-Kilimi potrebno je cjelodnevno putovanje iz Freetowna ili poludnevno putovanje iz Makenija. Iz Makenija put vodi preko mjesta Kamakwie. U Kamakwieu je potrebno upitati za cestu prema mjestu Kaba ili (engl. the wildlife) za rječni trajekt u mjestu Little Scarcies. Trajekt vozi samo u toku dana. Nakon toga cesta je označena do parka. 

## Slike
- U Nacionalnom parku Outamba-Kilimi se može vidjeti i grupa zelenih majmuna.
- Koliba u Nacionalnom parku Outamba-Kilimi u kojoj je dozvoljeno noćenje (spavanje).
- Cesta Pendembu koja vodi do Nacionalnog parka Outamba-Kilimi.
- Pogled na planinski vrh Outamba i dio šumovite savane ispred, kako se vidi sa staze Karangia.
- Put na brdo Karangia (“brdo učenja” na jeziku Susu) u Nacionalnom parku Outamba-Kilimi.